# مسئله ذهن‌های دیگر
مسئلهٔ ذهن‌های دیگر (انگلیسی: Problem of other minds) یک مسئله فلسفی است که به‌طور سنتی به عنوان این سؤال مطرح می‌شود: با توجه به اینکه من فقط می‌توانم رفتار دیگران را مشاهده کنم، چگونه می‌توانم بدانم که دیگران دارای ذهن هستند؟ مشکل این است که شناخت ذهن‌های دیگر همیشه به‌طور غیرمستقیم است. این مسئله تأثیر منفی بر تعاملات اجتماعی نمی‌گذارد، زیرا افراد دارای «نظریه ذهن» هستند — توانایی استنباط خود به خود حالات ذهنی دیگران — که توسط نورون‌های آینه‌ای ذاتی پشتیبانی می‌شود. این مسئله با یک نظریه‌ی مکانیسم ذهنی، یا یک نظریه ضمنی نیز پشتیبانی می‌شود. همچنین شواهدی وجود دارد که نشان می‌دهد رفتار، ناشی از شناخت است که به نوبهٔ خود به هوشیاری و مغز نیاز دارد.
این یک مشکل از ایده فلسفی است که به عنوان سالیپسیزم شناخته می‌شود: این تصور که برای هر شخص فقط ذهن خود او وجود دارد. مسئلهٔ سایر اذهان معتقد است که صرف نظر از اینکه رفتار یک فرد چقدر پیچیده باشد، این امر به‌طور منطقی تضمین نمی‌کند که فردی مانند زمانی که خود درگیر رفتاری می‌شود، در درون آنها فکری یا اندیشه‌ای رخ می‌دهد. پدیدارشناسی، تجربه ذهنی زندگی انسان را که از آگاهی حاصل می‌شود مطالعه می‌کند. موضوع خاص در پدیدارشناسی که ذهن‌های دیگر را مطالعه می‌کند، بین الاذهانی است.